# Гейрред
Гейрред (давньоскан. Geirröd) — в скандинавській міфології один з йотунів, батько Гьяльп та Грейп.
Одного разу Локі літав під личиною яструба й був спійманий Гейрредом. Гейрред, який ненавидів Тора, вимагав від Локі, аби той привів його (без чарівного паску та молоту) в палац Гейрреда. Локі погодився привести Тора в пастку. Шляхом до Гейрреда Локі та Тор зупинились у велетунки Грід. Дочекавшися, коли Локі вийде з кімнати, Грід розповіла Торові про те, що сталося, й дала йому залізні рукавиці, чарівний пасок та посох. Тор, подолавши Вімур, незабаром вбив Гейрреда, а також переслідував усіх північних йотунів, яких лише міг знайти (серед них й доньок Гейрреда, Гьяльп та Грейп). Ці історію розказано в поемі «Драпа про Тора».
В «Мові Грімніра» Гейрредом також звуть конунга, який за напучуванням Фрігг, дружини Одіна, захопив Одіна тоді, коли він подорожував під іменем Грімніра, й катував його між двох багать. В помсту за допомоги чаклунства Одін змусив Гейрреда впасти на свій власний меч.